# Hundertschaft
Eine Hundertschaft ist eine militärische oder polizeiliche Einheit mit etwa einhundert Angehörigen.

## Geschichte
Schon das römische Heer gliederte sich seit seinen Anfängen in die jeweils von einem Centurio kommandierten Zenturien, was übersetzt „Hundertschaft“ bedeutet (von lateinisch centum, hundert); allerdings bestanden römische Zenturien meist aus weniger als 100 Mann.
Auch die Germanen kämpften vielfach in Hundertschaften, die aus Freien bestanden und von Hunni angeführt wurden. In diesen Formationen erfolgte auch die militärische Ausbildung und Übung. Solche Hundertschaften, die auch als Huntare bezeichnet werden, waren nach Dorfgemeinschaften organisiert, was den Zusammenhalt und die soziale Kontrolle erleichterte, und existierten im ländlichen Raum bis ins Mittelalter hinein als Organisationsform freier Bauern (etwa in der heutigen Schweiz).
In Skandinavien hat diese Einteilung als Harde bis in die heutige Zeit überdauert.
In dekadische Einheiten (Hundertschaften, Tausendschaften und Zehntausendschaften) gliederten auch die mongolischen Kriegsherren ihre Truppen.
Auch das türkische Heer war traditionell in Einheiten zu hundert Mann aufgeteilt, die ein Yüzbaşı (Hundertschaftsführer) kommandierte, bis heute die türkische Dienstgradbezeichnung für einen Hauptmann. Im Spanischen Bürgerkrieg waren die Internationalen Brigaden in Centurien unterteilt. In den Kampfgruppen der Arbeiterklasse, die 1989 aufgelöst wurden, wurde eine Hundertschaft von einem Hundertschaftskommandeur befehligt.

## Gegenwart
Heute ist die Hundertschaft als Bezeichnung einer militärischen Einheit weitgehend verschwunden, lebt aber bei den Polizeien vieler Staaten fort, die oft über sogenannte Einsatzhundertschaften für Großeinsätze (etwa bei Fußballspielen oder Demonstrationen) verfügen. So existieren sie etwa bei der deutschen Bundespolizei und den Bereitschaftspolizeien sowie in manchen Landespolizeien (hier auch Aufrufhundertschaften oder Alarmhundertschaften genannt). Auch die schweizerischen Kantonspolizeien verfügen über Hundertschaften.